# Turtmannsee
Le Turtmannsee est un lac de barrage sur les communes d'Oberems et de Turtmann-Unterems dans le canton du Valais en Suisse. Le lac est alimenté par le glacier de Tourtemagne. Le barrage est achevé en 1958.